# となりのトトロ (曲)
『となりのトトロ』は、井上あずみのシングル。タイトル曲は1988年公開のスタジオジブリ制作のアニメ映画『となりのトトロ』のエンディングテーマ。
本項では、オープニングテーマである『さんぽ』についても記述する。

## シングル
映画公開前年の1987年10月25日にイメージソングとして発売され、翌1988年3月25日に徳間ジャパンコミュニケーションズ（当時は、徳間ジャパン）より改めて映画主題歌として発売された。
1988年版のシングルB面には『となりのトトロ』のオープニングテーマとして制作された「さんぽ」が収録されている。2曲ともに井上あずみの代表曲となっている。
「さんぽ」は1992年以後、小学校の音楽教科書にたびたび掲載されている。本来アニメソングであるが童謡に分類されることがあり、童謡を集めたCDやカセットには必ずといっていいほどこれのカバーが収録される。現在では幼稚園等の遊戯曲の定番となっている。オリジナルサウンドトラック集収録のバージョンは映画のオープニングに使われたバージョンで、シンバルで始まるバージョンはシングルのみである。
トミーが1997年10月から11月にかけて全国の就学前の児童・約1400人を対象に実施した「ぼくのわたしの一番好きな歌」の人気投票で「さんぽ」が1位に選ばれた。
1987年・1988年発売のシングル・ミニアルバムはアニメージュレコードレーベルから、2000年以降の再発CDシングルはスタジオジブリレコードレーベルと発売レコード会社は同じであるが違うレーベルから発売されている。
フェイス・ワンダワークスが2015年（平成27年）に発表したGIGAエンタメロディで15年間で最も多くダウンロードされた着信メロディを集計した「着信メロディ15年間ランキング」において「となりのトトロ」が3位、「さんぽ」が8位にランクインされた。

### 収録曲
- 1987年発売の7インチレコードシングル（品番：7AGS-12）

1. となりのトトロ
2. 君をのせて

- 1988年発売の7インチレコードシングル（品番：7AGS-14）及び8cmCDシングル（品番：10ATC-163）

1. となりのトトロ
作詞：宮崎駿、作曲・編曲：久石譲
2. さんぽ
作詞：中川李枝子[4]、作曲・編曲：久石譲

- 2000年発売の8cmCDシングル（2000年4月26日発売、品番：TKDA-71926）､2004年マキシシングル（2004年8月25日発売、品番：TKCA-72756）（再発売）

1. となりのトトロ
2. さんぽ
3. となりのトトロ（カラオケバージョン）
4. さんぽ（カラオケバージョン）

### ジャケット
1988年のレコードシングルと1987年のレコードシングル、1988年のCDシングル、後の再発売CDシングルとはジャケット画が異なっている。
- 1988年のレコードシングルは、大トトロがネコバスに乗った所をサツキとメイが見ている所が描かれている（宮崎駿によるイラスト）。サウンドトラック集、後述のミニアルバムも同じイラストのジャケットが使用されている。
- それ以外のシングルでは、バス停でサツキが大トトロとバスを待っている場面（アニメ版）である。イメージソング集も同じイラストのジャケットが使用されている。

## ミニアルバム
1988年8月25日に4曲入りの8cmミニアルバムも発売されている。（品番：15ATC-170）
1. さんぽ
2. 風のとおり道（歌：杉並児童合唱団）
3. まいご
4. となりのトトロ

## 合唱つきバージョン
「さんぽ」は、井上と杉並児童合唱団が歌っているバージョンは合唱付きと表記され、アレンジは武市昌久が担当している。2003年には井上自身による再録音版「となりのトトロ」と「さんぽ」が『スタジオジブリ作品名曲集 井上あずみセルフカバーアルバム「君をのせて〜はるか〜」』に収録された。

## エピソード
- サビの部分のコーラスは、井上のマネージャーやミキサー等当時レコーディングに関わったスタッフによる[6]。
- 久石が「さんぽ」のデモを作った際、イントロにバグパイプの音色を使用したところ、宮崎がこれを気に入ったため曲全体で使用された[7]。
- 「さんぽ」は2009年の保育士試験課題曲に取り上げられた[8]。
- 「さんぽ」は元々井上あずみではなく、杉並児童合唱団が歌う予定だった[9]。仮歌として井上がレコーディングしたところ、本採用されたのだという[10]。
- 「さんぽ」は1996年より教育出版が発行する小学校全学年の音楽教科書に巻末の全校合唱として掲載され、以後現在に至るまで全学年継続して掲載されている。

## カバー

### となりのトトロ
- 速水けんたろう『けんたろうとミクのワイワイキッズけんたろうお兄さんのあそびうた』
- 山野さと子（コロムビア版カバー）
- 加納幸乃
- 神崎ゆう子
- 後藤叶圭
- 秋山カズ（日本クラウンの『こどものうた』シリーズに収録）
- 神山純一J PROJECT（『ほーら泣きやんだ!ゆっくりおやすみ編〜となりのトトロ・いつも何度でも〜』収録）
- 新日本フィルハーモニー交響楽団（『オーケストラストーリーズ となりのトトロ』収録）
- Mucco（『うたって!おどって!!アニメキッズパラパラ』収録）
- 久木田薫（『ジブリ・ザ・クラシックス』収録）
- Happy Synthesizer（『キラキラジブリ』収録）
- DAISHI DANCE（『the ジブリ set』収録）
- AUN J-クラシックオーケストラ（『和楽器でジブリ!!』収録）
- スコット・マーフィー（『Guilty Pleasures 3』収録）
- 高嶋ちさ子（『高嶋ちさ子/クロスオーバーセレクション〜高嶋ちさ子が提案するヒーリングミュージック〜』収録）
- 奥戸巴寿（『ピアノによる珠玉のアニメ映画主題歌集「いつも何度でも/もののけ姫」』収録）
- 栗コーダーカルテット（『ウクレレ・ジブリ』収録）
- 新井大樹 feat.sayurina（『ハイテンションジブリ』収録）
- 中塚武 with 土岐麻子（『ジブリ meets Bossa Nova』収録）
- ピアニカ前田（ピアニカ演奏。『ピアニカで聴くスタジオジブリ作品集』収録）
- おもたにせいじ スラック・キー・ギター・アンサンブル（『スタジオジブリ作品集〜スラック・キー・ ギターで聴くスタジオジブリの世界』収録）
- 大竹英二（『ジブリ・ザ・ハーモニカ』収録）
- 山平憲嗣、細川圭一（『二胡・中国伝統楽器で聴くスタジオジブリ作品集ベスト・セレクション』収録）
- ハッピーシンガーズ（『大村典子ハッピーコーラス Vol.3 はれやかパフォーマンス!』収録）
- 桃井はるこ（『ファミソン8BIT STAGE2』収録）
- MUH〜（『まぁまぁまぁ、』収録）
- 小女子十二楽坊（『J12 小女子十二楽坊』収録）
- ミュンヘンソーセージオールスターズ（『ジャパンク・ロック Vol.2』収録）
- Imaginary Flying Machines（『Princess Ghibli』収録、リミックス版:『Princess Ghibli II』収録）
- TRIX（アニソン・カバーアルバム『CoverX』収録）
- Violinist SHOGO（カバーアルバム『STUDIO GHIBLI COVER 2』収録）
- 岸田繁（スタジオジブリトリビュートアルバム『ジブリをうたう』収録）
- 茂森あゆみ（『ジブリといっしょ』収録）

### さんぽ
- 山野さと子、杉並児童合唱団（コロムビア版カバー）
- しおり、ゴージ、ダツジ（フックブックロー）
- ジェイ、ブルブル、キーウィ（コレナンデ商会）
- タンポポ児童合唱団
- 神崎ゆう子、赤い靴ジュニアコーラスシニア隊
- にゃんたぶぅ
- 秋山カズ（日本クラウンの『こどものうた』シリーズに収録）
- NHK東京児童合唱団（『ブンブンブンハチがとぶ』収録）
- 新日本フィルハーモニー交響楽団（『オーケストラストーリーズ となりのトトロ』収録）
- HALFBY（『キラキラジブリ』収録）
- AUN J-クラシックオーケストラ（『和楽器でジブリ!!』収録）
- 奥戸巴寿（『ピアノによる珠玉のアニメ映画主題歌集「いつも何度でも/もののけ姫」』収録）
- はじめにきよし（『ウクレレ・ジブリ』収録）
- ピアニカ前田（ピアニカ演奏。『ピアニカで聴くスタジオジブリ作品集』収録）
- 林原めぐみ（『林原めぐみ たのしいどうよう』収録）
- 大橋のぞみ（『ノンちゃん雲に乗る』収録）
- ならゆりあ（『ジブリだいすき』収録）
- おもたにせいじ スラック・キー・ギター・アンサンブル（『スタジオジブリ作品集〜スラック・キー・ ギターで聴くスタジオジブリの世界』収録）
- ボイスランド・キッズ、ケント・デリカット（「Take a Walk」のタイトルで英語でカバー。1997年4月21日発売のアルバム『ハッピー・チャイルド!〜英語でうたおう こどものうた みんなのうた〜』収録）
- 由紀さおり、安田祥子（『歌・うた・唄 VOL.8〜名画座・にっぽん』収録）
- 小女子十二楽坊（『J12 小女子十二楽坊』収録）
- トイ・ドールズ（『The Toy Dolls in Solitary Confinement』ボーナス・トラックとして収録）
- romi（『あのうた2』収録）
- 辻希美（『みんなハッピー!ママのうた』収録）
- M-Swift feat.Metis（『ジブリ meets Lovers Reggae』収録）
- 高槻やよい（仁後真耶子）（『THE IDOLM@STER MASTER ARTIST 2 -FIRST SEASON- 09 高槻やよい』収録）
- Imaginary Flying Machines（『Princess Ghibli』収録）
- 三山ひろし（『ミヤマDEアニメ ～三山ひろしが歌う、国民的アニメソング～』収録）
- 竹仲絵里（『記憶の森のジブリ』収録）
- キグルミ（『キグルミのこどものうた』収録）

### メドレー
- Fran（『トトロメドレー』として「さんぽ」「風のとおり道」「ねこバス」「となりのトトロ」の4曲のメドレー演奏。『スタジオジブリ名曲集〜君をのせて〜』収録）

### セルフカバー
- 久石譲（「さんぽ」「となりのトトロ」『オーケストラストーリーズ となりのトトロ』収録）
- 久石譲（「となりのトトロ」『Melodyphony』収録）

## その他の使用例

### 防災無線
- 静岡県賀茂郡東伊豆町では「となりのトトロ」のサビ部分が時報として使用されている。
- 福井県丹生郡越前町では「さんぽ」が11時の時報として使用されている（旧越前町地区を除く）。
- 佐賀県三養基郡上峰町では「さんぽ」が正午の時報として使用されている。
- 熊本県玉名市では「さんぽ」が7時の時報として使用されている。

### 駅メロディ
- 西日本旅客鉄道（JR西日本）北陸本線鯖江駅の接近メロディとして、「となりのトトロ」、及び「さんぽ」を鯖江市出身のマリンバ奏者である平岡愛子が演奏したものが使用されていた。
- 西武鉄道所沢駅では2020年11月3日から「となりのトトロ」、及び「さんぽ」が発車メロディとして使用されている[11]。編曲は福嶋尚哉が手掛けた[12]。